# Marko Mirgorodský
Marko Mirgorodský (Liptovský Mikuláš, 4 de noviembre de 1998) es un deportista eslovaco que compite en piragüismo en la modalidad de eslalon.
Ganó dos medallas en el Campeonato Mundial de Piragüismo en Eslalon, en los años 2021 y 2022, y tres medallas en el Campeonato Europeo de Piragüismo en Eslalon entre los años 2018 y 2025.
En los Juegos Europeos de Cracovia 2023 consiguió una medalla de plata en la prueba de C1 por equipos.

## Palmarés internacional
| Campeonato Mundial | Campeonato Mundial         | Campeonato Mundial | Campeonato Mundial |
| Año                | Lugar                      | Medalla            | Competición        |
| ------------------ | -------------------------- | ------------------ | ------------------ |
| 2021               | Bratislava (Eslovaquia)    | Medalla de bronce  | C1 por equipos     |
| 2022               | Augsburgo (Alemania)       | Medalla de plata   | C1 por equipos     |
| Juegos Europeos    |                            |                    |                    |
| Año                | Lugar                      | Medalla            | Competición        |
| 2023               | Cracovia (Polonia)         | Medalla de plata   | C1 por equipos     |
| Campeonato Europeo |                            |                    |                    |
| Año                | Lugar                      | Medalla            | Competición        |
| 2018               | Praga (República Checa)    | Medalla de plata   | C1 por equipos     |
| 2024               | Tacen (Eslovenia)          | Medalla de bronce  | C1 por equipos     |
| 2025               | Vaires-sur-Marne (Francia) | Medalla de bronce  | C1 por equipos     |